# Triclistus politifacies
Triclistus politifacies är en stekelart som beskrevs av Kusigemati 1987. Triclistus politifacies ingår i släktet Triclistus och familjen brokparasitsteklar. Inga underarter finns listade i Catalogue of Life.